# Nederlandse Onderwatersport Bond
Pour les articles homonymes, voir NOB.

La Nederlandse Onderwatersport Bond (NOB: Fédération Néerlandaise de Sports Sous-Marins) est un organisme de certification qui a été établi en 1962 et est membre de plein droit de la Confédération mondiale des activités subaquatiques (CMAS). La NOB a pour but de développer la plongée aux Pays-Bas. 
En 2008, il y avait 290 clubs de plongée et écoles avec un total de 20 000 membres.
La NOB offre les formations suivantes avec une attention particulière pour les conditions de plongée difficiles (courant, visibilité réduite, froid).

## Formations pour les jeunes
- Scubadoe (8-14 ans)
- 1*-Junior Duiker / Junior Open Water Diver (dès l'âge de 12 ans, autonome à 10m)

## Formations de plongeurs
- 1*-Duiker / Open Water Diver (dès l'âge de 14 ans : autonome à 20m)
- 2*-Duiker / Rescue Diver (dès l'âge de 15 ans : autonome à 30m)
- 3*-Duiker / Dive Master (dès l'âge de 18 ans : assistant, encadrant, directeur de plongée en exploration, autonome à 50m)
- 4*-Duiker / Master Scuba Diver (plongeur 3 étoiles ayant un minimum de 250 plongées validées et 6 spécialités)

## Spécialités
À partir du niveau 1*:
- Biologie subaquatique
- Nitrox de base (#)
- Photographie numérique
- Plongée en vêtement étanche
- Sauvetage (prérequis pour le niveau 3*. Équivalent du RIFA Plongée FFESSM)

À partir du niveau 2*:
- Masque facial (#)
- Orientation subaquatique
- Plongée épaves (#)
- Plongée dérivante
- Plongée sous glace (#)
- Recherche d'objets

À partir du niveau 3*:
- Décompression (#) (##)
- Nitrox avancé (#)
- Techniques de plongée souterraine (#)

(#) Ces spécialités sont validées par des 2* instructeurs (minimum) ayant suivi un stage spécifique. Pour les autres spécialités par n'importe quel 2*-instructeur (minimum) possédant les spécialités en tant que plongeur.
(##) Maximum 20 minutes de paliers; profondeur maximale de 50 mètres.

## Formation d'instructeurs
- 1*-Instructeur (Assistant Instructor): forme des plongeurs 1* (uniquement en milieu confiné), assiste des instructeurs lors de formations.
- 2*-Instructeur (Instructor): forme des plongeurs 1*-4* et donne des cours de spécialité (en milieu confiné ou naturel).
- 2*-Instructeur-Trainer (Instructor-Trainer): forme des instructeurs sous la direction d'un Docent.
- 3*-Instructeur (Master-Instructor) : forme des instructeurs sous la direction d'un Docent. C'est un instructeur régional.
- 2*-Docent (Instructor-Certifier): forme et certifie tout niveau de plongeur et d'instructeur. C'est un instructeur national.

Le Docent et le Master-Instructeur sont des cadres fédéraux de haut niveau (dirigent des commissions, porte-paroles de la fédération, etc). En raison des critères de sélection, seule une minorité d'instructeurs peut prétendre à atteindre ce niveau. Toute admission se fait sur dossier.

## Conformité avec les normes européennes
La NOB est certifiée par l'European Underwater Federation (EUF) sous la référence EUF CB 2008001:
- 1*-Duiker → EN-14153-2: Autonomous Diver
- 2*-Duiker → EN-14153-2: Autonomous Diver
- 3*-Duiker → EN-14153-3: Dive Leader
- 1*-Instructeur → EN-14413-1: Scuba Instructor Level 1
- 2*-Instructeur → EN-14413-2: Scuba Instructor Level 2